# Дуткін Олексій Іванович
Ду́ткін Олексі́й Іва́нович (нар. 15 жовтня 1902 — пом. 25 жовтня 1972) — радянський військовик часів Другої світової війни, гвардії генерал-майор (1942).

## Біографія
Народився 15 жовтня 1902 року в селі Кошари (нині Конотопський район Сумської області). Українець.
У лавах РСЧА з 1919 року. Учасник Громадянської війни в Росії.
У 1931 році закінчив Військову академію імені М. В. Фрунзе і був призначений начальником оперативного відділення штабу 7-ї Туркестанської кавалерійської бригади, переформованої у вересні 1932 року в 7-у Туркестанську гірсько-кавалерійську Червонопрапорну дивізію. Перебував на посаді до березня 1934 року.
Учасник німецько-радянської війни з січня 1942 року.
У січні 1942 року почалось формування 14-го кавалерійського корпусу й полковник О. І. Дуткін був призначений начальником штабу корпусу, до 4 лютого одночасно виконуючи обов'язки командира корпусу.
З вересня по листопад 1942 року обіймав посаду начальника штабу 4-го гвардійського кавалерійського Кубанського козацького корпусу.
1 жовтня 1942 року О. І. Дуткіну присвоєне військове звання «генерал-майор».
З листопада 1942 року й до кінця війни — начальник штабу 5-го гвардійського кавалерійського Донського козацького корпусу.
Після закінчення війни продовжив військову службу в ЗС СРСР. Був призначений на посаду начальника кафедри кавалерії Військової академії імені М. В. Фрунзе, а з вересня 1953 року — професор групи кавалерії кафедри загальної тактики цієї ж академії.
З січня 1957 року — старший викладач Військової академії імені М. В. Фрунзе. У грудні того ж року генерал-майор О. І. Дуткін вийшов у запас.
Мешкав у Москві, де й помер 25 жовтня 1972 року.

## Нагороди
Нагороджений трьома орденами Леніна, трьома орденами Червоного Прапора, двома орденами Кутузова 2-го ступеня, орденом Вітчизняної війни 1-го ступеня і медалями.